# 10.5
A 10.5 egy angol nyelvű,  színes, amerikai katasztrófafilm, mely a kaliforniai földrengésről szól. 2004-ben került forgalmazásba. A film címe megegyezik a film végén látható nagy Los Angeles-i Richter-skála szerinti számmal, ami nem szerepel rajta.

## Történet
A film úgy kezdődik, hogy egy srác biciklizik Seattle területén, amikor elkezdődik egy földrengés, amely pusztító hatású volt. A tudósok megvizsgálták, hogy ez 7.9-es erejű volt, és ledöntötte Seattle híres építményét, a Space Needle-t.
Egy 8.4-es erejű földrengés kinyit egy olyan repedést, ami elnyel egy egész vonatot közel a Californiai Reddinghez. Végül Carla Williams kormányzó, aki éppen kikísérte a lányát és az exférjét egy kempingező utazáson, beleegyezik, hogy segítsen Washington D.C. kormányzójának.
A Task Force Centernél Dr. Hill megjósolta, hogy a következő földrengés San Franciscóban lesz. Amikor hozza a bizonyítékot és jóslatot Nolan-nek, szintén azt kockáztatja, hogy evakuálja a város teljességét. Mindazonáltal, hogy a várost megsemmisíti egy 9.2-es földrengés és a Golden Gate híd teljesen összeomlik. Miközben Dr. Hill tisztázza, hogy Nolan bűnbánóan kapcsolatba lép az elnökkel, kétséges a saját képessége, hogy kezelje a munkát. Valamint ott voltak Williams kormányzói és a segéd Rachel.
Hosszú idő után Amanda Williams és az apja, Clark Williams, megérkeznek Browningba, ahol beborítják őket egy vastag piros sárral. Clark és Amanda a lánya asztmájának ellenére kimenekülnek az autóból és beereszkednek abba a gödörbe, ahol a város volt. Visszahajtanak miközben megpróbálnak hazaérni, de őket futóhomokban ejtik csapdába. Amanda és az apja, Clark épphogy elszöknek.
Williamsék megtalálnak egy teherautót, ahogy túlélőket visz, és őket szintén szállítják Tent Citybe. San Franciscóban Carla Williams és Rachel csapdába esnek az építmény alatt. Rachel elismeri, hogy neki és a férjének, Jimnek volt egy szörnyű küzdelmük. Megkéri Carlát, hogy mondja azt Jimnek, hogy Rachel szereti őt, és azt akarja, hogy vele legyen a családja. A két nőt percekkel később kiásták. Carla felébred a kórházban, Nevada államban és megtudja, hogy Rachel meghalt.
Miközben kiderül, hogy a hatodik robbanófej nincs aktiválva, Dr. Hill úgy dönt, hogy folytatja a hibahegesztés-tervet, és felrobbantja az első öt atomfegyvert. Az utolsó másodpercnél a hatodikat aktiválják Nolan által, akinek sikerül éppen idejében elérnie a vezérlőpultot. Most mind a hat atomfegyvert felrobbantják és Nolan meghal.
Ez úgy tűnik, hogy működik, közben Dr. Hill aggódik Dél-Kaliforniáért, megfigyel egy folyót, ami hátrafelé folyik miközben lefolyik a nyílt törésbe. Az utolsó atomfegyver nem volt elég mélyen, amikor felrobbant. Miközben veszélyben hagyta el Dél-Kaliforniát, nyugodt. Hamarosan, egy hatalmas földrengés történik. Ez magasabb a Richter Skálánál. Elmesélik az eseményeket az elnöknek és a közönségnek. Hirtelen egy hatalmas repedés közeledik a Velence strandnál, és végigfut Los Angelesen, ledönti a belvárosi várossziluettet, megsemmisíti a Hollywood feliratot, és belföldet. Folytatódik az óceánnal. Végül a repedés eléri Tent Cityt és 10.5 csúcserősségű rengéstől Clark és Amanda elfutnak a száguldó víztől. Dr. Hill és Dr. Fischer futnak a pánik közepette, amíg egy torony Dr. Fischerre esik, miközben megsebesíti a lábát. Owen Hunter csatlakozik a családjához, és elszöknek. Zach Nolan megment egy kis lányt. Amikor Fischer összeomlik, a szétmorzsoló föld megáll. Felállnak hogy lássák, hogy California délnyugati partját, amit levágott a repedés, és egy új szigetet alakított. Az utolsó színhely arról szól arra, amit elhagytak. Az evakuáció összpontosul egy térről nyíló kilátásba, amiben a Kaliforniai part és a sziget határozottan el van választva.

## Szereplők
- Kim Delaney: Dr. Samantha "Sam" Hill
- Beau Bridges: President Paul Hollister
- Fred Ward: Roy Nolan : FEMA Director
- Brian Markinson: Daniel : President Hollister's advisor
- John Schneider: Clark Williams
- Kaley Christine Cuoco: Amanda Williams
- Dulé Hill: Dr. Owen Hunter
- Ivan Sergei: Dr. Zach Nolan
- David Cubitt: Dr. Jordan Fisher
- Iris Graham: Zoe Cameron
- John Cassini: Sean Morris : President's Hollister's aide
- Rebecca Jenkins: California Governor Carla Williams
- Kimberly Hawthorne: Jill Hunter